# Victorio Macho Rogado
Victorio Macho Rogado (Palència; 23 de desembre de 1887 - Toledo, 13 de juliol de 1966) fou un escultor castellanolleonès, un dels primers mestres de l'escultura contemporània espanyola.

## Biografia
Neix a Palència l'any 1887, d'una família humil. Els seus pares decideixen matricular-li a l'escola de Belles Arts i Oficis de Santander, on aprèn a esculpir. El 1903, amb 16 anys es trasllada a Madrid continuant els seus estudis en la Reial Acadèmia de Belles Arts de San Fernando.
Aconsegueix la fama amb un monument a Galdós. És un consagrat des de la seva exposició al Museu d'Art Modern de 1921. Surt d'Espanya durant la dictadura de Primo de Rivera i s'instal·la a Hendaia; esculpeix a Unamuno i a Ramón y Cajal.
El 1936 va ser nomenat acadèmic de Belles Arts de San Fernando. Surt de Madrid a l'esclatar la Guerra Civil, juntament amb Govern de la República a València. El desenllaç de la guerra civil ho va dur a l'exili a França, Rússia, i finalment a Amèrica. Després d'una perllongada estada a Lima, on es va casar amb Zoila Barrós, regressaria a Espanya l'any 1952.
Va instal·lar la seva casa i taller a Toledo, al mateix edifici que des de 1967 allotja, com Museu Victorio Macho, creat a partir del seu generós llegat, donat a l'estat espanyol. Està gestionat per la Reial Fundació de Toledo.

## Obra pública

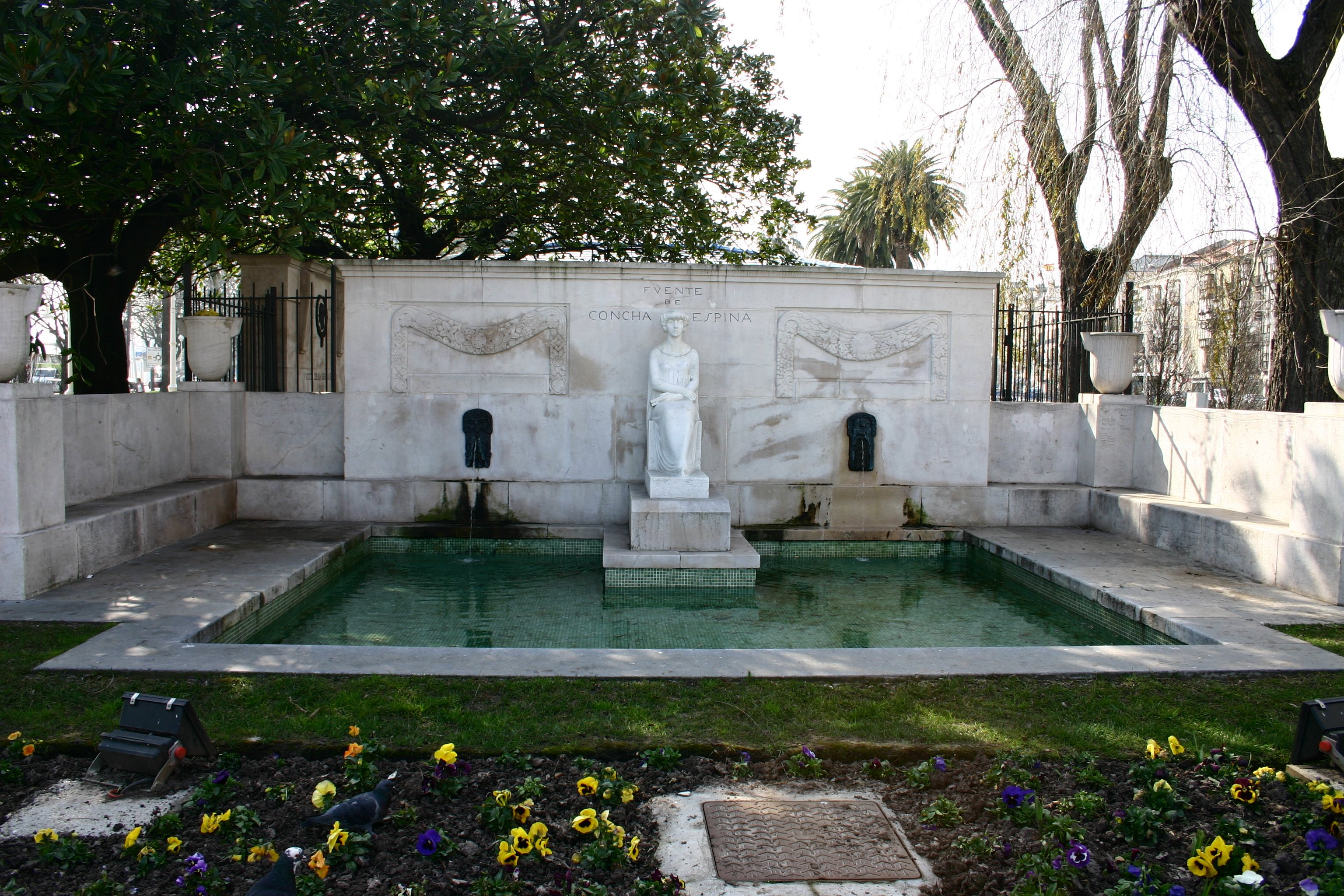
Font de Concha Espina a Santander per V. Macho

- 1918 - Monument a Benito Pérez Galdós, Glorieta de Galdós, Parc del Retir, Madrid.
- 1925-1927 - Font de Concha Espina, Jardins de Pereda, Santander.
- 1926 - Monument a Santiago Ramón y Cajal,, Passeig de Veneçuela, Parc del Retir, Madrid.
- 1930 - Busto de Miguel de Unamuno, Universitat de Salamanca, Salamanca.
- 1931 - Crist del Otero, Palencia, on es troba enterrat l'escultor.
- 1962 - Monument a Jacinto Benavente, Parc del Retir, Madrid.
- -Monument a Benito Pérez Galdós, Las Palmas de Gran Canària.
- -Monument a Alonso Berruguete, Palència